# Muggenthal (Schönsee)

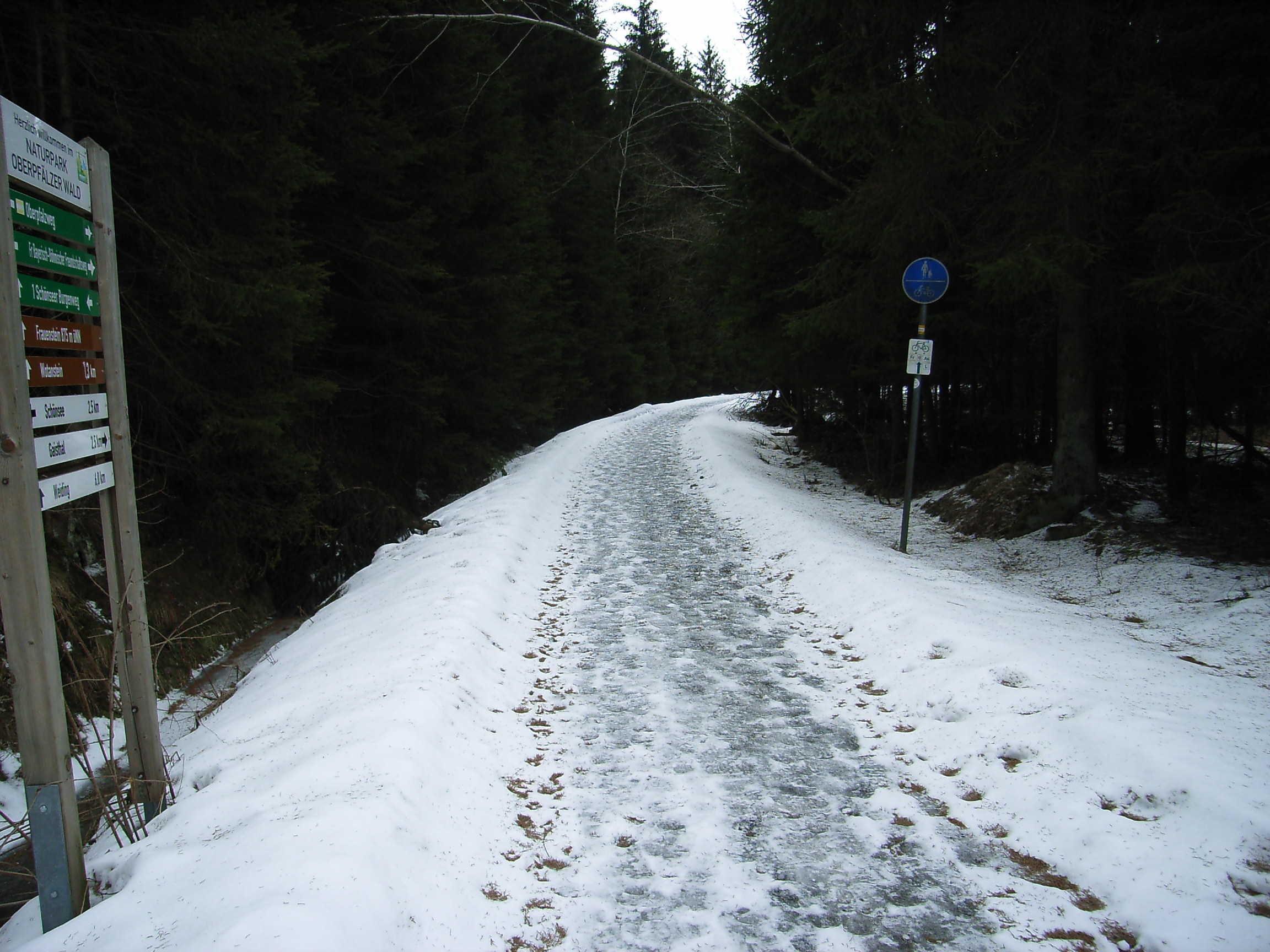
Rad- und Wanderweg auf der ehemaligen Bahntrasse Nabburg-Schönsee bei Muggenthal

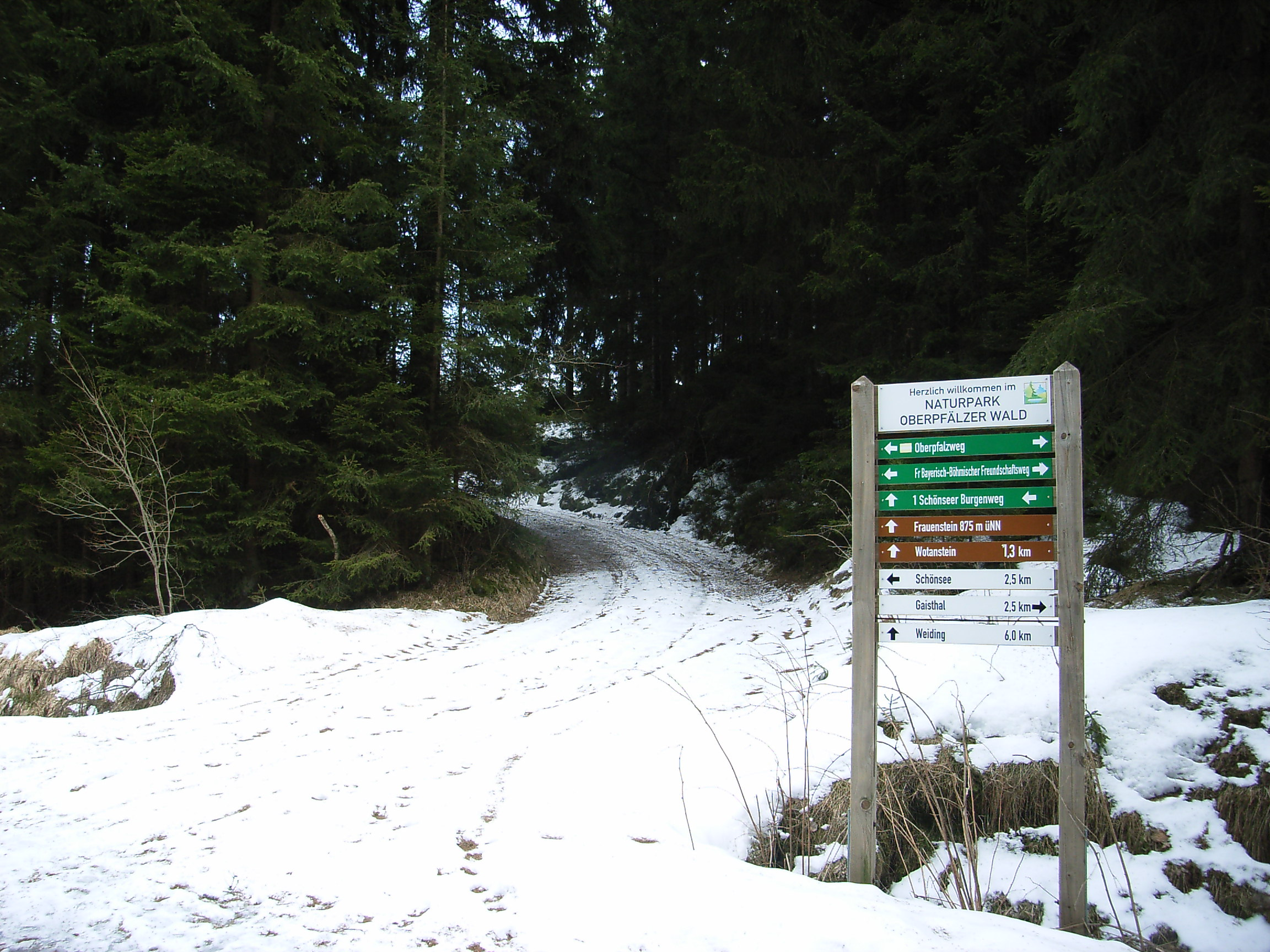
Wanderwege bei Muggenthal

Muggenthal ist ein Ortsteil der Stadt Schönsee im Oberpfälzer Landkreis Schwandorf in Bayern.

## Geografische Lage
Muggenthal bezeichnet zwei Gehöfte, die etwa 200 m voneinander entfernt an der Staatsstraße 2159 liegen (früher: Ober- und Untermuggenthal). Muggenthal liegt am östlichen Ausgang des Rosenthales, wo sich die enge Durchbruchstrecke der Ascha zur Schönseer Hochfläche weitet.

## Geschichte
1387 wurden Ober- und Untermuggenthal als Teil der Hammerwerke an der Ascha erstmals schriftlich erwähnt (von Osten nach Westen, aschaabwärts: Dietersberg, Steinhammer, Schallerhammer, Ober- und Untermuggenthal, Gaisthaler Hammer). In der Oberpfälzer Hammereinigung von 1387 wird „Stephan dez Rützen seligen witib mit dem hamer zu Lawb (= Laub) vnd mit dem hamer zu Mükkental“ genannt.
Ober- und Untermuggenthal wurden in dieser Urkunde als Schienhämmer bezeichnet, das waren Hammerwerke, die Eisenerz verarbeiteten und das gewonnene Roheisen zu Schienen geformt an die weiterverarbeitenden Werke – oft im Böhmischen: Pfraumberg und Taus – gaben.
Vielleicht entstanden diese Hammerwerke schon früher und nutzten anfangs örtliche Eisenvorkommen.
Seit Ende des 14. Jahrhunderts bezogen sie Eisenerz aus der Amberger Gegend.
Untermuggenthal wurde nach dem 15. Jahrhundert nicht mehr in den Amberger Lieferlisten aufgeführt. Obermuggenthal erschien nach dem 15. Jahrhundert als Blechhammer, d. h. als eisenverarbeitender Betrieb.
Im 15. Jahrhundert wurde die Errichtung von neuen Schienhämmern verboten, um die Erzeugung von Roheisen zu drosseln. Die Umwandlung der Schienhämmer in Blechhämmer dagegen wurde gefördert.
Der Muggenthaler Hammer wechselte häufig den Besitzer. Zwischen 1569 und 1599 gehörte er zuerst Michael Moller, dann ab 1593 Conrad Moller, deshalb wurde er auch als Mollerhammer oder Mollermühl bezeichnet.
Im 17. Jahrhundert erlebten die Hämmer einen Niedergang und die Wasserkraft wurde im 18. Jahrhundert zum Betreiben von Kornmühlen, Sägewerken und Glasschleifen genutzt. Ab 1831 gab es in Untermuggenthal und in Obermuggenthal je eine Glasschleife.
Anfang des 20. Jahrhunderts wurden die Glasschleifen geschlossen.
Heute (2012) ist das obere Gehöft (ehemalig: Obermuggenthal) ein Bauernhof mit Pferde- und Kuhhaltung, das untere Gehöft (ehemalig: Untermuggenthal) eine Fabrik zur Kunststoffverarbeitung und Formenbau. Das Gebäude in Obermuggenthal ist unter der Aktennummer D-3-76-160-45 als denkmalgeschütztes Baudenkmal von Muggenthal verzeichnet (sog. Mollermühle).

## Kultur und Sehenswürdigkeiten
Das obere Gehöft (Obermuggenthal) ist ein ehemaliges Hammerherrenhaus, dann Mühle, dann Spiegelglasschleife bis 1937, aus dem frühen 19. Jahrhundert, ein Satteldachbau mit Uhrentürmchen und Stallgebäuden mit barocken Gewölben, die oberhalb der Kelleranlage aufgestockt wurden.
An Muggenthal vorbei führt ein Rad- und Wanderweg, der auf der ehemaligen Bahnstrecke Nabburg–Schönsee angelegt wurde. Dieser Radweg ist ein Abschnitt des Bayerisch-Böhmischen Freundschaftsweges von Nabburg nach Horšovský Týn.